# Ми — хлопці з Бандерштадту
«Ми — хлопці з Бандерштадту» — другий студійний альбом львівського гурту «Брати Гадюкіни», вперше виданий 1991 року.
Альбом записано восени 1991 року в київському Будинку звукозапису Укртелерадіокомпанії завдяки наполегливості директорки гурту Олени Мархасьової, яка домовилася про фінансування запису з лейблом «Аудіо Україна». Вісім пісень поєднували панк-рок, регі, блюз-рок і ска та іронічні тексти галицькою говіркою, написані фронтменом гурту Сергієм Кузьмінським. Концептуальна платівка складалася з червоної та чорної сторін, відповідно до кольорів радянського прапора та прапора анархістів, що разом на обкладинці утворювали червоно-чорний революційний прапор ОУН. Альбом висвітлював теми, актуальні для країни, яка щойно стала незалежною, як-то патріотизм, комунізм, націоналізм.
Альбом вийшов не на звичних касетах, а на грамофонних платівках і посів перше місце в Україні за кількістю продажів. Чільна композиція, присвячена львівським батярам, не лише зробила з «Братів Гадюкіних» зірок української рок-музики, а й стала джерелом неологізму «Бандерштадт» (від Бандера + нім. Stadt — «місто»), неформальної назви міста Львів. Кавер-версію цієї пісні записували рок-гурти «Кому вниз» і «Мертвий півень», а на честь «міста Бандери» було засновано фестиваль альтернативної музики «Бандерштат». Із часом «Ми — хлопці з Бандерштадту» стали вважати одним із кращих українських альбомів 1991 року. 

## Передумови
Наприкінці 1991 року львівський гурт «Брати Гадюкіни» вже був достатньо відомим серед українських слухачів. Засновані за три роки до цього «Гади» пройшли шлях від виконання російськомовного рок-н-ролу до пісень, що поєднували регі, блюз-рок, панк-рок і ска з іронічними текстами галицькою говіркою, написаними вокалістом Сергієм Кузьмінським, або просто «Кузею». За словами музикантів, коли вони виступали на фестивалі «Червона рута 1989», то люди вже знали їхні пісні. 1989 року дебютний магнітоальбом гурту «Всьо чотко!» було виданий не лише в Україні, а й у сусідній Польщі (під назвою «Наша відповідь Кобзонові»). Тоді ж «Гади» виступили в Москві на фестивалі «Сирок '89», вразивши всіх українськомовною частиною програми; після того їх навіть запросили на «Різдвяні зустрічі» Алли Пугачової. З листопада 1989 року до березня 1990 року «Брати Гадюкіни» разом з іншими лауреатами «Червоної рути» відіграли близько ста концертів в обласних центрах України, а у квітні 1990 року серед інших були відібрані спонсорами виступів українсько-канадським підприємством «Кобза», щоби виступити в Канаді. Талановиті музиканти, які ще нещодавно грали в радянському підпіллі, стали одним із найбільш затребуваних гуртів в Україні.
На початку 1991 року сформувався склад «Братів Гадюкіних», який згодом вважатимуть «золотим». Колектив, який до цього складався з Сергія Кузьмінського (спів), Ігоря Мельничука (клавішні), Олександра Гамбурга (бас-гітара), Михайла Лундіна (барабани) та Андрія Партики (гітара), покинув Гамбург, досвідчений музикант і аранжувальник. Причини його відходу достеменно невідомі, але ходили чутки про конфлікт із директоркою гурту Оленою Мархасьовою. Тоді Мельничук взяв до рук бас-гітару та почав виконувати партії бек-вокалу; він же ініціював подальші зміни у складі. Так, під впливом творчості Френка Заппи «Брати Гадюкіни» створили власну духову секцію, яка складалася із саксофоніста Степана Коваля, тромбоніста Богдана Ватащука та трубача Олега Качечки. Вони запросили до гурту також другого гітариста Ерика Хрептика. Партії клавішних тимчасово виконував сам Кузьмінський, але поєднувати це зі співом йому було важко. Тоді Мельничук запросив Павла Крахмальова, з яким грав у артроковому колективі «Город» та поділяв захоплення звукозаписом. Першим концертом оновлених «Братів Гадюкіних» став виступ 30 червня 1991 року на Дні міста в Запоріжжі. Наприкінці літа колектив виступив у Запоріжжі ще раз, вже на другому фестивалі «Червона рута», кінець якого припав на початок серпневого путчу, що призвів до розпаду СРСР.

## Запис альбому
Учасники запису
| - Сергій Кузьмінський — спів, клавішні, губна гармоніка, перкусія, бубон - Андрій Партика — гітара, губна гармоніка, стрічковий ревербератор - Ерік Хрептик — гітара, - Ігор Мельничук — бас-гітара, підспів - Михайло Лундін — ударні, підспів - Павло Крохмальов — клавішні - Мідні духові музичні інструменти: - Олег Качечка — труба - Богдан Ватащук — тромбон - Степан Коваль — саксофон | - Аранжування — «Брати Гадюкіни» - Продюсери — «Брати Гадюкіни» - Директор групи — Олена Мархасева - Виконавчий продюсер — Юрій Яковлев - Дизайн — Юрій Жигун - Тексти — А. Партика (трек 6), С. Кузьмінський - Музика — І. Мельничук (6, 7), А. Партика (6), «Брати Гадюкіни» (1, 5), С. Кузьмінський (2—4, 7, 8) |

Лідер гурту Сергій Кузьмінський

Як згадував львівський дослідник Богдан Шумилович, альбом було записано завдяки «одіозній львівській дамі Мархасьовій», яка стала директором гурту після перемоги «Гадюкіних» на фестивалі «Червона рута» 1989 року. Вона погодилася виділити гроші «музикантам-наркоманам», а ті, згідно з контрактом, мали записувати нові альбоми, хоча й не дуже цього хотіли. Дочекавшись закінчення чергового концертного турне, Мархасьова запитала в Кузьмінського, як просуваються справи з другою платівкою і дізналася, що в гурту наразі немає нічого, окрім декількох пісень. Вона вже домовилася з керівником звукозаписувальної компанії «Аудіо Україна» Юрієм Гончаренком, що лейбл повністю оплатить запис альбому, його випуск і навіть витрати на проживання музикантів, тому пригрозила лідерові гурту, що припинить співпрацю із «Гадюкіними». Кузьмінський не мав жодного бажання ані гастролювати, ані записуватися, але розумів, що це може призвести до розпаду колективу. До того ж він разом зі своєю дружиною жив у квартирі Мархасьової і не хотів виселятися, тому погодився вирушити до студії.
Запис альбому відбувався з 9 вересня до 10 жовтня 1991 року в київському Будинку звукозапису; звукорежисер — Михайло Дідик. Музиканти працювали в найкращій на той час студії країни, записуючись на німецьку плівку Studer. Вони зупинилися в готелі «Славутич» і приходили в студію вночі, щоб запису не заважав шум від трамваїв з вулиці. Через те, що матеріал був лише напівготовим і не репетирувався заздалегідь, структуру пісень Сергій Кузьмінський пояснював решті музикантів прямо в студії. Барабани довелося записувати в декілька етапів, бо в студії не було частини обладнання; спочатку записали малий та великий барабан і лише потім збивки та тарілки. Ще одною проблемою стала відсутність в касах квитків до Києва, через яку до студії не могли дістатися музиканти духової секції; допоміг батько Олега Качечки, начальник вокзалу, який дістав квитки із пересадкою в Підволочиську. За аранжування пісень відповідали Мельничук, Партика та Крахмальов, які провели в студії весь місяць, щоб досягнути необхідного звучання.
Настрій музикантів під час запису був не найкращим. Окрім технічних проблем, Сергій Кузьмінський і Михайло Лундін страждали через відсутність наркотиків, які вони боялися везти в Київ, щоб не потрапити до в'язниці. «Для мене цей альбом дуже песимістичний. Хоча це був творчий злет групи, але по здоров'ю — повне падіння. Начебто є хороші пісні, але з таким сумом виконані» — згадував Лундін. Їхні депресія та втома впливали на інших музикантів, тому всі зітхнули з полегшенням, коли запис було закінчено. Хоча все ж артисти були впевнені, що другий альбом вийде набагато гіршим за перший. Їхні сумніви трохи розсіялися лише після зведення та мастерингу, коли музиканти отримали перші примірники платівок.

## Концепція альбому
Концепцію альбому побудовано навколо чільної композиції «Ми — хлопці з Бандерштадту». Вперше музиканти зіграли її на фестивалі «Червона рута 1991» в Запоріжжі. Засновник підприємства «Кобза» Микола Мороз був настільки вражений почутим, що запропонував Кузмінському придбати права на ще не опубліковану пісню, проте той відмовився. Музикант вирішив використати назву композиції та написати альбом, який поєднував би теми, актуальні для країни, що щойно стала незалежною, як-то патріотизм, комунізм і націоналізм, зв'язок між історією та сучасністю.
Платівка містила вісім пісень, які продовжували музичну стилістику, представлену на дебютному альбомі гурту. ЇЇ відносили до жанрів блюз-рок, постпанк, нью-вейв, регі та ска. Основною відмінністю стало більш активне використання синтезаторів, так званої «йоніки», а також нові «аранжації», в яких традиційні рок-інструменти — електричні гітари, бас-гітара та ударні — поєднувалися з мідними духовими інструментами: трубою, тромбоном і саксофоном. Більшість текстів містили політично-соціальну сатиру на тогочасну Україну. Кузьмінський поєднував розповіді про історичні події із висвітленням проблем сучасності, додаючи багато цитат та алюзій, використовуючи характерний суржик, що містив росіянізми, германізми, полонізми, карпатські діалектизми та львівську говірку.

Автором ідеї щодо обкладинки альбому був художник Юрій Жигун. Йому спало на думку, що якщо до червоного прапора СРСР додати чорний прапор анархістів, результатом стане червоно-чорний прапор підпілля ОУН-УПА. На обкладинці червона половина пришита білими нитками до чорної — як алюзія на відому ідіому. І касета, і грамофонна платівка складалися з двох різноколірних частин, причому «червона» містила серп і молот, а «чорна» — тризуб незалежної України. Назва альбому «Бандерштадт» — самоназва хуліганів зі Львова — була набрана готичним шрифтом, а літера «А» в слові «Брати» була обведена колом, як в анархічному символі. Згодом таке написання назви «Брати Гадюкіни» стало логотипом, що невіддільно асоціювався з гуртом, так само як червоний язик та губи із Rolling Stones або троянди з пістолетами із Guns N' Roses.
| | Тут була класична «гадюкінська» гра, що вони нібито з націоналістами, але вони постійно з них стібуться. Вони в більшості анархісти… Тому в багатьох, хто були яскравими націоналістами, цей альбом викликав дещо інші відчуття. Вони думали, що це патріотично-націоналістично налаштована молодь, яка співає патріотичні пісні. І коли вони в бандерівських кепках приходили до наркомана Кузі: «Слава Україні!», — а він посилав їх подальше, тому що для нього націоналізм ніколи нічого не означав. |
| — Богдан Шумилович, лекція «Між радянським містом та галицьким селом». 14 жовтня 2016 року, Харків | |

## Список пісень

### Червона сторона
| #  | Назва                      | Автор слів   | Автор музики     | Тривалість |
| -- | -------------------------- | ------------ | ---------------- | ---------- |
| 1. | «На Україні лад і спокій»  | Кузьмінський | «Брати Гадюкіни» | 4:01       |
| 2. | «Мамуню, рехтуйте весілля» | Кузьмінський | Кузьмініський    | 3:40       |
| 3. | «Червона фіра»             | Кузьмінський | Кузьмінський     | 6:20       |
| 4. | «Коровай»                  | Кузьмінський | Кузьмінський     | 4:07       |

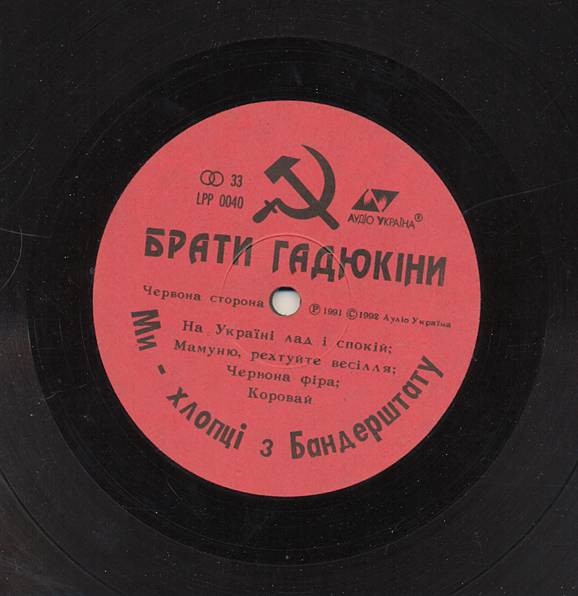
Червона сторона

Альбом починається з пісні «На Україні лад і спокій», побудованій на принципі контрасту, що проходить скрізь всю платівку: ідилічні картини природи («хорошая погода», «сонечко сідало») протиставляються «совку» («завтра снова „здравствуйте, товарищи“», «хто був ніким, той став нічим»); втіленням цього став один з найвідоміших рядків пісні — лозунг «З нами партія і Бог». У композиції вперше з'являється персонаж «участковий Разумейко», прообразом якого був реальний львівський дільничний Павло Разумейко. Музичний стиль пісні — нью-вейв і постпанк, що стали популярними на Заході в середині 1980-х років завдяки таким гуртам, як Talking Heads і The Cure.
«Мамуню, рехтуйте весілля» написана Сергієм Кузьмінським, але одним із можливих її співавторів вважається Олександр Ємець («Шуля»), який раніше грав у «Братах Гадюкіних» та залишався близьким другом Кузі. У куплетах співається про наслідки ядерної аварії, але в приспіві серйозна тема змінюється на гумористичний заклик пити алкоголь, бо він нібито рятує від радіації. Пісня побудована на ритм-енд-блюзовому акомпанементі з вкрапленнями бас-гітари, що грає слепом, та мелодій духового тріо.
У «Червоній фірі» розповідалося про колишніх комуністів і комсомольців, що «перефарбувались з червоного у жовто-синій» та співали «Засвіт встали козаченьки» на мотив «Наш паровоз вперёд летит». Як зазначили на сайті українського телеканалу Espreso TV, у пісні «Кузя натякав, що фасад держави змінився, але по суті вона лишилась на той час гнилим совком». З музичного погляду композиція близька до попереднього альбому, бо містить елементи регі та ямайської музики.
Пісня «Коровай» була присвячена відносинам між Україною та Росією та містила антиросійський текст, що описував злочини «братнього народу». Українці в ній іронічно зображені як наївний народ, що жне, косить, пече коровай та співає про рідний край, який дістанеться іншим: «Хохли спекли коровай, коровай, коровай! Іван да Мар'я, налітай! І ти, Альоша, не зівай». Окрім блюз-рокової музичної основи, у пісні є партія губної гармоніки у виконанні Кузьмінського: він навчився грати на ній під час гастролей 1990—1991 років і надалі часто використовував її у піснях, зробивши власною «візитівкою».

### Чорна сторона
| #  | Назва                        | Автор слів            | Автор музики            | Тривалість |
| -- | ---------------------------- | --------------------- | ----------------------- | ---------- |

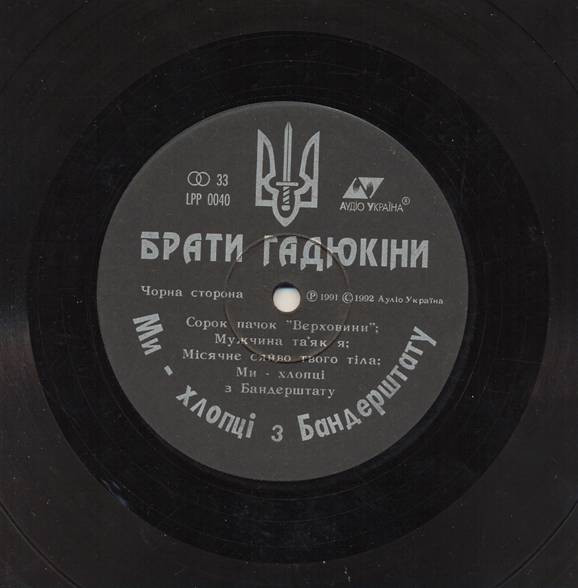
Чорна сторона

| 5. | «Сорок пачок „Верховини“»    | Кузьмінський          | «Брати Гадюкіни»        | 3:14       |
| 6. | «Мужчина та'як я»            | Кузьмінський, Партика | Партика, Мельничук      | 3:36       |
| 7. | «Місячне сяйво твого тіла»   | Кузьмінський          | Кузьмінський, Мельничук | 4:36       |
| 8. | «Ми — хлопці з Бандерштадту» | Кузьмінський          | Кузьмінський            | 5:29       |

«Сорок пачок „Верховини“» відображає реалії тоталітарного режиму, коли кожного могли несподівано схопити та засудити. Хоча часи змінилися, головний герой пісні все ще тримає під ліжком валізку із недоторканим запасом, який може стати в пригоді у в'язниці. Музична складова пісні — стьобний ритм-енд-блюз.
«Мужчина та'як я» — це любовна композиція, текст якої написаний Кузьмінським і Партикою. Ліричний герой розказує, що його кохана не прийшла на побачення, але йому і без неї добре: «На Привокзальній такого щастя по два відра на трояк». Вокал Кузі підданий психоделічному звуковому ефекту, мелодія має схожість із піснею Talking Heads «Life During Wartime», а в кінці можна почути фрагмент весільної композиції, як і в іншій пісні «Братів Гадюкіних» «Приїдь до мене у Мостиська».
«Місячне сяйво твого тіла» — друга й остання любовна пісня з альбому, позбавлена гострої суспільної проблематики. Сергій Кузьмінський співає про власну самотність, але потім у його житті з'являється «непостижимоока чародійка», «оленятко довгоноге», тобто кохана Тетяна Зайцева. За своїм жанром пісня близька до регі, а окрім незвичної для гурту ліричності містить самоіронію, бо життя ліричного героя називається «веселим і світлим, як домовина».
Хоча неологізм «Бандерштадт» більшість розшифровує як «місто Бандери» (від нім. Stadt — «місто»), луцький краєзнавець Ігор Левчук вважав, що той походить від слова «бандер», яке на жаргоні означало «утримувач притону», або «бандир» — «учасник банди, озброєний грабіжник». На його думку, грамотна назва, в основі якої було б ім'я Бандери, мала б звучати як «Бандераштат».
«Ми — хлопці з Бандерштадту» розпочинається зі звучання галицьких сурм, до яких додаються традиційні рокові «перевантажені» гітари; загалом пісня поєднує в собі народні мотиви з рок-н-рольною стилістикою. У тексті згадуються львівські батяри, життєрадісні розбишаки, «шляхетні волоцюги», що жили у Львові 1930-х років. Блюзова гармонія пісні накладається на фольклорні елементи, як-то коломийки й аркан. Закінчується пісня, а з нею і весь альбом, маршем Січових Стрільців «О, Україно».

## Вихід альбому
Нова збірка пісень «Братів Гадюкіних» отримала назву «Ми — хлопці з Бандерштадту». Звукозаписувальна компанія «Аудіо Україна», створена після розпаду СРСР, ще деякий час мала можливість друкувати свої платівки на Апрелєвському заводі, розташованому в Московській області. Завдяки цьому альбом гурту вийшов не лише на звичних касетах, але й на вінілі. Музичний журналіст Олександр Євтушенко в українській рок-антології «Легенди химерного краю» зауважив, що «на тлі виданих тоді ж платівок Русі і „Вечірньої школи“, альбом „Гадюкіних“ виглядав просто революційним». Як згадував барабанщик колективу Михайло Лундін, «перший альбом „Всьо чотко!“ був на касеті, то кожен, хто хотів, його переписував і розповсюджував; а випустити альбом на вінілі — це вже був престиж, фірмова марка».
В інтерв'ю журналісту Володимиру Нестеренко лідер «Гадюкіних» Сергій Кузьмінський зізнався: "…["Бандерштадт"] писати особисто в мене не було жодного бажання. Але треба було. Він і вийшов весь якийсь вимучений. З претензією на хуй знає що, мало не месіанство. З текстами ідіотськими, то про політику, то про кохання. Коротше, хуйня повна". Менше з тим, слухачі не поділяли погляди основного автора платівки. Пісні з альбому, який вийшов в грудні 1991 року, співали та переспівували всією країною, яка щойно отримала незалежність згідно з результатами всеукраїнського референдуму. Вже за декілька тижнів «Ми — хлопці з Бандерштадту» вийшов на перше місце в Україні за кількістю продажів, а лейбл неодноразово додруковував нові наклади платівок.
На підтримку альбому було організовано концертний тур, в якому, окрім «Братів Гадюкіних», брали участь інші молоді гурти, що увійшли до творчого об'єднання, створеного Оленою Мархасьовою, зокрема «Плач Єремії», «Мертвий півень» та «Клуб шанувальників чаю». На ліричну композицію «Місячне сяйво твого тіла» було знято відеокліп, режисером якого став Тарас Брикайло. За сюжетом музиканти виконують пісню в порожній концертній залі для єдиної жінки, яку зіграла Тетяна Зайцева, в той час, як герой Кузьмінського вживає наркотики та прямо в одязі занурюється у ванну із водою, а також грає на губній гармоніці на пляжі.

## Рецензії
1993 року в санкт-петербурзькому журналі Rock Fuzz припустили, що Бандерштадт — це «місто, в якому стріляють комуністів», але визнали, що це ніяк не стосується «Братів Гадюкіних». Колектив музикантів назвали «спритними хлопцями, у яких „всьо чотко“, що разом із бабами, папіросами та групою підтримки вирішили „сколихнути“… всю Україну новим альбомом». Оглядач видання також звернув увагу, що поєднання червоних та чорних кольорів з оформлення альбому нагадує сценічні образи музикантів, а слухати платівку краще за все із сусідами, як це зробила Алла Пугачова (маючи на увазі її телепрограму «Різдвяні зустрічі», в якій колектив брав участь).
2019 року випускова редакторка сайту «Лірум» Катерина Ятель включила декілька пісень з «Бандерштадту» до свого списку улюблених композицій «Братів Гадюкіних». На її думку, «Місячне сяйво твого тіла» є зразком інтимної лірики у творчості «Гадів» (попри іронічні метафори, згадування тюремних нар і домовини та характерний відеокліп), а чільна «Ми — хлопці з Бандерштадту», яка стала своєрідним гімном не лише львівських батяр, але й футбольних вболівальників місцевих «Карпат», поєднує дві протилежні концепції — націоналізм та анархізм.
У рецензії на збірку «Краще», опублікованій на сайті «Наш НеФормат» 2020 року, Геннадій Шостак відзначив чотири композиції з «Бандерштадту». Лірична «Місячне сяйво твого тіло», на його думку, підтверджує, що людина може бути щасливою, лише якщо знайде свою другу половинку. Описуючи сюжет пісні «Мамуню, рихтуйте весілля» він припустив, що хоча алкоголь і має знешкодити радіацію після аварії на Чорнобильській АЕС, ймовірно, весілля було організоване лише заради пиятики. «Сорок пачок „Верховини“» автор назвав веселим рок-н-ролом про джентльменський набір чоловіка, до якого, окрім дешевих львівських цигарок, входять «мило, валянки і майка, шапка, чоботи, куфайка, і з начосом калісони». Нарешті, «Ми — хлопці з Бандерштадту» було визнано джерелом неологізму «Бандерштадт», який після виходу альбому став розповсюдженим серед молоді та націоналістично налаштованих верств населення країни.

## Історичне значення
Попри популярність, що прийшла до «Братів Гадюкіних» із виходом альбому, подальша доля рок-гурту — хоча й досить типова для рок-виконавців — вийшла сумною. Фронтмен Сергій Кузьмінський розійшовся з Тетяною Зайцевою, довго лікувався від наркозалежності, і 1996 року «Гади» припинили концертну діяльність, встигнувши випустити після «Бандерштадту» лише два студійних альбоми. Менше з тим, «Ми — хлопці з Бандерштадту» не втратив популярності та на початку 2000-х років неодноразово перевидавався на компакт-дисках на українських лейблах Rostok Records, RG Music, Lavina Music. 2006 року колектив відіграв перший після довгої перерви концерт в київському Палаці спорту, запис якого згодом вийшов на концертному альбомі «Вродило! Live 2006». 2009 року після тривалої хвороби «Кузя» пішов з життя. Лише 2013 року «Брати Гадюкіни» повернулися, записали новий альбом Made in Ukraine та продовжили концертувати.
«Ми — хлопці з Бандерштадту» вважається одним із найкращих українських альбомів 1991 року, а його чільна композиція не лише зробила з «Братів Гадюкіних» рок-зірок, але й подарувала Львову неформальну назву «Бандерштадт». Окрім того, пісня стала справжньою візитівкою колективу. Кавер-версію на неї записували рок-гурти «Кому вниз» та «Мертвий півень», а на честь «міста Бандери» було названо фестиваль альтернативної музики «Бандерштат», який щорічно проходив на Волині з 2007 року. Своєю чергою, пісня «Червона фіра» дала назву літературному угрупованню Сергія Жадана «Їхала шляхом Червона Фіра».